# Un abril encantado
Un abril encantado (en inglés, Enchanted April) es una película dramática británica de 1991 dirigida por Mike Newell. El guion fue escrito por Peter Barnes en la adaptación de la novela homónima de 1922 de Elizabeth von Arnim. La película fue protagonizada por Miranda Richardson, Josie Lawrence, Polly Walker, Joan Plowright en sus papeles principales y con Alfred Molina, Michael Kitchen y Jim Broadbent en los secundarios.

## Sinopsis
Cuatro mujeres diferentes abandonan sus ambientes lluviosos y grises para irse de vacaciones a Italia. 
La señora Arbuthnot y la señora Wilkins, que pertenecen al mismo club de damas, pero que nunca han hablado, se conocen después de leer un anuncio en el periódico sobre un pequeño castillo medieval a orillas del Mediterráneo que se alquilará amueblado para el mes de abril. Encuentran algunos puntos en común, ya que ambas están luchando para rescatar su matrimonio infeliz.
Habiendo decidido buscar otras damas para ayudar a compartir los gastos, a regañadientes se enfrentan a la elegante pero molesta anciana señora Fisher, y a la impresionante, distante y muy rica Lady Caroline Dester. Las cuatro mujeres se reúnen en el castillo y, después de muchos giros y vueltas inesperadas, encuentran el rejuvenecimiento en la belleza tranquila de su entorno, redescubriendo la esperanza y el amor.

## Argumento
Después de la Primera Guerra Mundial, Rose Arbuthnot y Lottie Wilkins, que no se conocen, pertenecen al mismo club de mujeres. Lottie ve a Rose suspirar con nostalgia después de leer un anuncio en el periódico para "aquellos que aprecian la glicina y el sol" sobre el alquiler de un pequeño castillo italiano. Impulsivamente, Lottie se acerca a Rose y le sugiere que compartan los gastos de un mes como un descanso del tedio doméstico. Al principio, Rose se muestra cautelosa, pero comienza a imaginar la idea de unas vacaciones de su infeliz matrimonio. Al poner un anuncio para dos damas respetables para compartir los gastos, encuentran a la elegante pero malhumorada señora Fisher y a la hermosa, distante y muy rica Lady Caroline Dester.
El esposo de Rose, Frederick, escribe novelas eróticas bajo un seudónimo, y se han distanciado debido a que ella desaprueba su erotismo. Rose no sabe que él se mueve en un círculo literario y frecuenta el salón de Lady Dester, madre de Lady Caroline. Frederick tiene cuidado de mantener discretas sus escapadas extramatrimoniales; por lo tanto, Rose no sabe que tiene planes para Caroline.
Harta de que los “agarradores” se aferren a ella por su belleza y riqueza, Caroline busca refugio durante un mes en San Salvatore. Cansada de ser siempre el centro de atención, inicialmente se aísla de los otros inquilinos, y pasa su tiempo sola, relajándose en el exuberante paisaje.
El aburrido y frugal marido de Lottie, Mellersh, se concentra en los negocios y la creación de redes. Lleva un registro de sus gastos hasta el último centavo, pero descuida a su mujer. De manera inconveniente, Mellersh le sugiere que se tomen unas vacaciones. Lottie, imponiéndose de manera poco habitual, responde que una conocida a Mellersh la ha invitado a unas vacaciones y que irá allí en su lugar. No revela que está pagando sus gastos con dinero ahorrado de su asignación familiar.
La señora Fisher, una viuda rígida en sus costumbres, se sumerge en los recuerdos, releyendo obras de personalidades ilustres ahora fallecidas que conoció durante su vida en un círculo exaltado. Al principio, en San Salvatore, al encontrar que la presencia de las otras tres mujeres es incómoda para ella, insiste en reservar el salón principal para su uso exclusivo.
Al principio de las vacaciones, Lady Caroline y Mrs. Fisher se enfrentan por el dominio y los gastos. Con tacto, la mansa Lottie se convierte en la pacificadora, ejerciendo una sutil influencia sobre las demás sin confrontación. Con una nueva perspectiva, Lottie observa las actitudes entre ellas que han contribuido a su descontento con la vida. Lottie decide invitar a Mellersh a San Salvatore y anima a Rose que invite a Frederick para reparar sus matrimonios. La revelación de Lottie sobre la presencia de Mrs. Fisher y Lady Caroline, dos posibles clientes adinerados, atrae a Mellersh con entusiasmo al refugio.
Emocionado por la íntima amistad de su esposa con las posibles adineradas, Mellersh se esfuerza por ser agradable, mitigando el problema con los gastos de la primera semana. Mellersh declara en privado a Lottie que él pagará sus gastos para que ella pueda quedarse con sus ahorros. Reevaluando a su esposa, Mellersh comienza a verla como una verdadera activa social.
Siguiendo a la esquiva Caroline hasta San Salvatore en busca de una aventura, Frederick llega sin saber de la presencia de Rose ni de su invitación a él por insistencia de Lottie. Caroline, que conoce a Frederick por su seudónimo, no sabe que es el marido de Rose. Tomado por sorpresa cuando una inesperada Rose lo saluda cálidamente con un beso, Frederick se "presenta" a Caroline como "Frederick Arbuthnot, el MARIDO de Rose". Con mucho tacto, Caroline no revela su relación previa.
El dueño de San Salvatore, George Briggs, hace una visita inesperada a sus inquilinos. Atraído por Rose, a quien había confundido con una viuda de guerra, se siente decepcionado al encontrar a su marido vivo. Acostumbrada a ser siempre el centro de atención, Caroline se sorprende al ver que George, extremadamente miope debido a una herida de guerra, se siente claramente más atraído por Rose. Frederick también comienza a ver a Rose con una nueva apreciación.
Por el contrario, Caroline se siente atraída por George porque no la adula. Su miopía hace que juzgue a las mujeres por sus cualidades, no por su apariencia. Al percibir la angustia de George, durante un paseo, Caroline le pide confianza y George admite su decepción por el matrimonio de Rose. A su vez, Caroline le confía su persistente infelicidad por la pérdida de su prometido en la guerra. Cuando George, miope, tropieza con la raíz de un árbol, Caroline le coge de brazo para estabilizarlo y declara: "¡Tenía que agarrarte!".
La Sra. Fisher ahora valora la conexión con otras personas. Ella y Lottie hablan sobre cómo el grupo se ha emparejado orgánicamente. Lottie le asegura que puede haber muchas combinaciones de "parejas". Ella y la Sra. Fisher serán una pareja, formando una amistad duradera.

## Reparto
- Josie Lawrence como Lottie Wilkins
- Miranda Richardson como Rose Arbuthnot
- Polly Walker como Caroline Dester
- Joan Plowright como la señora Fisher
- Alfred Molina como Mellersh Wilkins
- Jim Broadbent como Frederick Arbuthnot
- Michael Kitchen como George Briggs

## Producción
El film fue rodado en Castello Brown en Portofino, Italia, el castillo donde la autora del libro estuvo en la década de los 20 del siglo XX.
La música fue compuesta por Richard Rodney Bennett, con temas de flauta y oboe, evocando el estado de ánimo de la película y acentúando el sentimentalismo y la nostalgia de la historia.

## Premios
El film fue presentado en la sesión inaugural del London Film Festival el 6 de noviembre de 1991.
El film fue nominado a tres Óscars de la Academia, incluidas las de mejor actriz secundaria a Joan Plowright, la de mejor guion adaptado a Peter Barnes y la del mejor vestuario a Sheena Napier.